# ایرانیان آفریقایی‌تبار

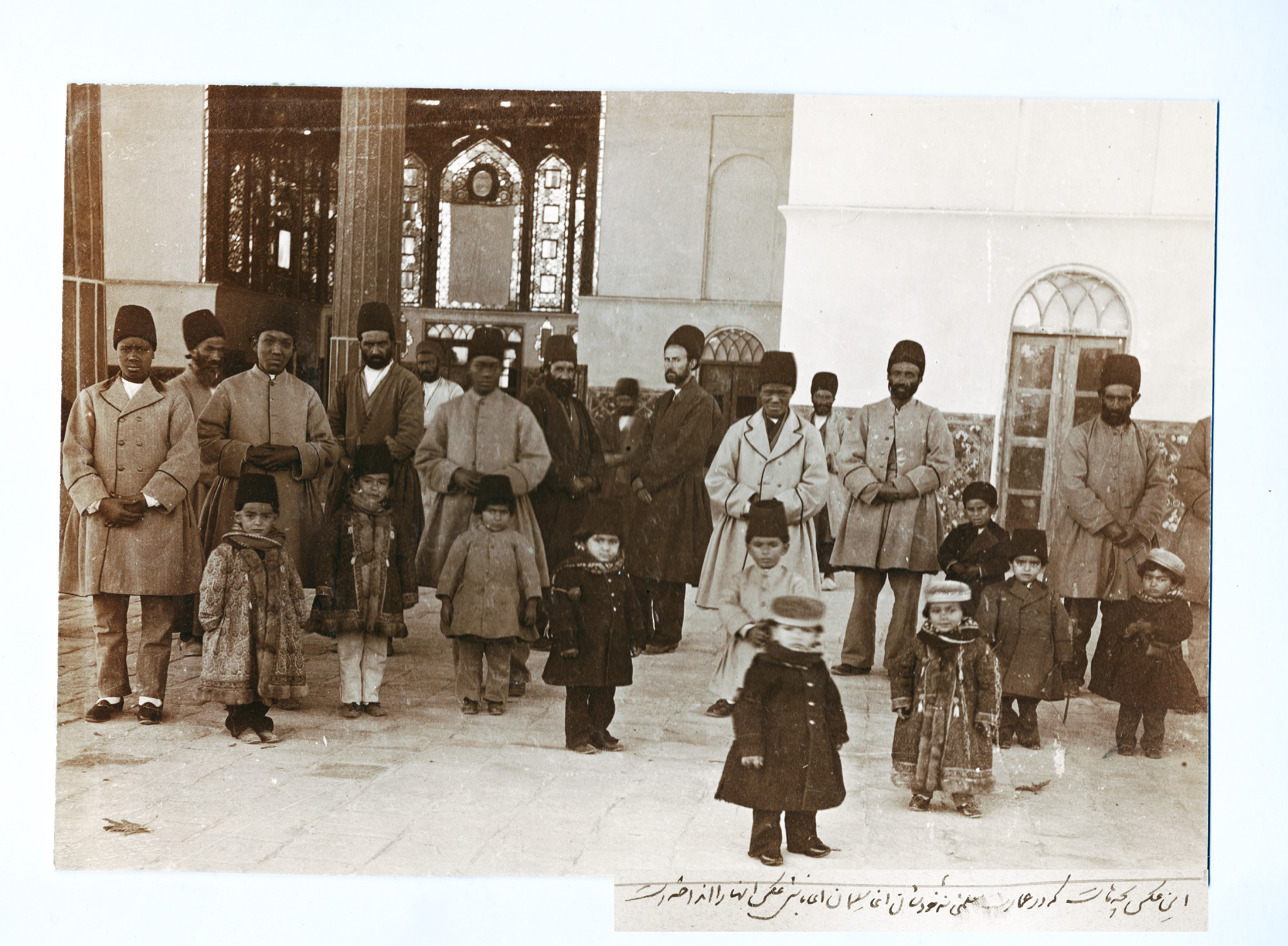
ایرانیان آفریقایی‌تبار

ایرانیان آفریقایی‌تبار گروهی از مردم ایران هستند که اصالت آفریقایی داشته و در طی قرن‌های مختلف به ایران وارد شده‌اند. این گروه از مردمان بیشتر در استان‌های  جنوب ایران زندگی می‌کنند.

## پیشینه
در متون فارسی دوره اسلامی مانند قابوس‌نامه از بردگان حبشی سخن به میان آمده که در بازارهای ایران فروخته می‌شدند. شمار زیادی از این مردم بازماندگان بردگانی هستند که توسط تاجران برده دار به خلیج فارس آورده می‌شدند. همچنین در دوره‌های بعدی پرتغالی‌ها در سواحل ایران دست به تجارت برده می‌زدند. این سیاهپوستان عمدتاً بانتو زبان و متعلق به شرق آفریقا و از کشورهای تانزانیا به ویژه زنگبار، مالاوی و موزامبیک بوده‌اند. در نهایت در سال ۱۸۴۸ محمدشاه قاجار تحت فشار بریتانیا فرمان لغو برده‌داری را صادر نمود.

## محل سکونت
امروزه بازماندگان این آفریقایی‌ها در ایران به‌ویژه در استان‌های هرمزگان، جزایر ایرانی خلیج فارس، استان بوشهر، خوزستان، سیستان و بلوچستان، جنوب کرمان و تا میزان اندکی در استان فارس به سر می‌برند. زبان ایشان در گذشته متعلق به خانواده زبانی بانتو بوده اما امروزه زبان‌های بومی ایران را پذیرفته‌اند. شماری از ایشان به زبان فارسی، لری جنوبی و عربی تکلم می‌کنند. همچنین میان بلوچ‌های ایران نیز اقوام و خاندان‌های سیاهپوست وجود دارد. در استان فارس به ویژه حوالی فسا و داراب آفریقایی‌تباران به نام کولوها شناخته می‌شوند.

## آداب و رسوم
پاره‌ای از این اقوام آداب و رسوم شمنی و آفریقایی خود را حفظ کرده‌اند و این مسئله در میان ایرانی‌تباران جنوب نیز رسوخ کرده‌است. به عنوان نمونه مراسم زار که در جنوب ایران و سواحل و جزایر خلیج فارس به عنوان یک مراسم درمانی اسطوره‌ای برای بیرون کشیدن موجودی خیالی بنام زار انجام می‌شود ریشه آفریقایی دارد و میان ایرانیان آفریقایی‌تبار نیز به خوبی رایج است. رقص بندری و نیز موسیقی بندری تأثیر فراوانی از آئین‌های آفریقایی پذیرفته‌اند. برخی از این افراد که آیین‌های شمنی خود را حفظ کرده‌اند اهالی بخش لاشار هستند که در سیستان و بلوچستان به سر می‌برند. این افراد خود را از قبایل تسونگا می‌دانند. شنگان‌ها یا تسونگاها امروزه عمدتاً در خاک زیمبابوه و سوازیلند ساکنند.